# Esthlogena lanata
Esthlogena lanata là một loài bọ cánh cứng trong họ Cerambycidae.